# Aenictus chapmani
Aenictus chapmani är en myrart som beskrevs av Wilson 1964. Aenictus chapmani ingår i släktet Aenictus och familjen myror. Inga underarter finns listade i Catalogue of Life.